# Arnoldas Bosas
Arnoldas Bosas (* 28. August 1990 in Kaunas) ist ein litauischer Eishockeyspieler, der seit 2020 bei den Black Dragons Erfurt in der Oberliga Nord unter Vertrag steht.

## Spielerkarriere
Arnoldas Bosas begann seine Karriere als Eishockeyspieler beim SC Energija in Elektrėnai. Als 18-Jähriger ging er nach Tschechien, wo er nach einigen Spielen in der U20-Mannschaft von Sparta Prag drei Jahre lang beim HC Benešov in der dritten tschechischen Liga spielte. Nachdem er kurzzeitig nach Litauen zurückgekehrt war, spielte Bosas seit 2011 in Kasachstan. Stand er zunächst beim HK Arystan Temirtau auf dem Eis, so wechselte er 2013 zu Gornjak Rudny. Nachdem er die Spielzeit 2014/15 beim HK Almaty begonnen hatte, wechselte er Anfang 2015 zu Orlik Opole in die polnische Ekstraliga. Bereits zur folgenden Spielzeit zog es ihn dann nach Großbritannien, wo er bei den Sheffield Steeldogs in der English Premier Ice Hockey League auf dem Eis stand. Dort wurde er 2016 als Torschützenkönig auch zum Spieler des Jahres und in das All-Star-Team der Liga gewählt. Für die Saison 2017/18 wurde er von den Eisbären Regensburg unter Vertrag genommen und wurde 2018 Torschützenkönig der Oberliga-Süd. Anschließend wechselte er zum EHC Bayreuth in die DEL2. Seit Januar 2019 spielte er für die Hannover Indians in der Oberliga Nord, bevor er 2020 zum Ligarivalen Black Dragons Erfurt wechselte.

### International
Im Juniorenbereich stand Bosas für Litauen bei den U18-Weltmeisterschaften 2006, 2007 (jeweils in der Division II) und 2008 (in der Division I) sowie den U20-Weltmeisterschaften der Division II 2007, 2009 und 2010, als er zum besten Spieler seiner Mannschaft gewählt wurde, bzw. der Division I 2008 auf dem Eis.
Sein Debüt in der Herren-Nationalmannschaft gab er bei der Weltmeisterschaft 2009 in der Division I. Auch 2010, 2011, 2014, 2015, 2016, 2017, 2018, als er als Torschützenkönig des Turniers und gemeinsam mit seinen Landsleuten Daniel Bogdziul und Povilas Verenis sowie dem Japaner Hiroto Satō zweitbester Scorer hinter dessen Landsmann Ryō Hashimoto auch zum besten Stürmer des Turniers gewählt wurde, 2019  und 2022 spielte er mit der Mannschaft aus dem Baltikum in der Division I. Zudem vertrat er seine Farben bei den Olympiaqualifikationsturnieren für die Winterspiele in Pyeongchang 2018 und in Peking 2022.

## Erfolge und Auszeichnungen
- 2016 Torschützenkönig, bester Spieler und Mitglied des All-Star-Teams der English Premier Ice Hockey League
- 2018 Torschützenkönig der Oberliga Süd

### International
- 2007 Aufstieg in die Division I bei der U18-Weltmeisterschaft der Division II, Gruppe B
- 2007 Aufstieg in die Division I bei der U20-Weltmeisterschaft der Division II, Gruppe B
- 2010 Aufstieg in die Division I bei der U20-Weltmeisterschaft der Division II, Gruppe B
- 2018 Aufstieg in die Division I, Gruppe A, bei der Weltmeisterschaft der Division I, Gruppe B
- 2018 Bester Stürmer der Weltmeisterschaft der Division I, Gruppe B
- 2018 Bester Torschütze der Weltmeisterschaft der Division I, Gruppe B